# Seiwa
 (décembre 2019).
Si vous disposez d'ouvrages ou d'articles de référence ou si vous connaissez des sites web de qualité traitant du thème abordé ici, merci de compléter l'article en donnant les références utiles à sa vérifiabilité et en les liant à la section « Notes et références ».
L'empereur Seiwa (清和天皇, Seiwa Tennō, 10 mai 850 – 7 janvier 881) est le cinquante-sixième empereur du Japon, selon l'ordre traditionnel de la succession, et a régné de 858 à 876. Son nom personnel était prince Korehito (惟仁). Il est aussi appelé Mizuno'o (水尾), d'après l'emplacement de sa tombe.

## Généalogie
Seiwa était le quatrième fils de l'empereur Montoku. Sa mère était une dame de la cour nommée Fujiwara Akirakeiko (藤原明子), fille de Fujiwara no Yoshifusa, qui instaure dès lors la domination du clan Fujiwara sur le Japon de l'ère Heian. Seiwa-Tennô eut de nombreux enfants, parmi lesquels le prince Sadaakira (le futur empereur Yōzei) et le prince Sadasumi, père de Minamoto no Tsunemoto, fondateur de la lignée Seiwa Genji. De cette lignée descendaient les shoguns de Kamakura et Ashikaga. Les Tokugawa clamaient également descendre de cette lignée (en raison de ses illustres précédents, le titre de Sei-i-Tai-Shôgun était devenu attaché à la lignée Seiwa Genji, aussi seuls d'authentiques descendants du clan Minamoto pouvaient prétendre à ce titre prestigieux).

### Épouses et descendance
L'empereur Seiwa eut 19 enfants, 14 fils (10 princes impériaux) et 5 filles (4 princesses impériales)
- Fujiwara no Koshi (Takaiko), née en 842, fille de Fujiwara no Nagara, par Fujiwara no Otoharu ; adoptée par son oncle Yoshifusa ; épouse impériale en 858 ; dame impériale (kotai fujin) en 877 ; impératrice douairière (kotaigo) en 882 ; destituée en 896 ; morte en 910 ; dont il eut :
  - premier prince: Prince Sadaakira, né en  868 (futur empereur Yōzei)
  - second prince: Prince Sadayasu, né en 870 et mort en 924
  - Princesse Atsuko, morte 930; princesse vestale de Kamo de 877 à 880
- Fujiwara no Tamishi (Tamiko), morte 886, fille de Fujiwara no Yoshisuke/ Yoshimi; épouse impériale (nyogo)
- Taira no Kanshi, épouse impériale (nyogo)
- Princesse Kashi, fille du prince Munesada; épouse impériale (nyogo); mère de :
  - quatrième prince: Prince Sadazumi, né en 874, mort en 916;  père de Minamoto no Tsunemoto (le fondateur de la lignée Seiwa Genji)
- Minamoto no Seishi, sa demi sœur, fille de l'empereur Montoku; épouse impériale (nyogo)
- Minamoto no Sadako, morte 873; épouse impériale (nyogo)
- Minamoto no Kenshi (Atsuko), épouse impériale (nyogo)
- Princesse Chushi (Tadako), fille du prince Tokiyasu (empereur Koko); épouse impériale (nyogo)
- Fujiwara no Yoriko, morte 936,  fille de Fujiwara no Mototsune; épouse impériale (nyogo)
- Fujiwara no Raishi (Kazuko), fille de Fujiwara no Mototsune; épouse impériale (nyogo); mère de:
  - cinquième prince: Prince Sadatoki, né 874, mort en 930
- Minamoto no Takeko/ Izuko, morte 878, fille de Minamoto no Yoshiari; épouse impériale (nyogo)
- Minamoto no Gishi (Yoshiko), fille de Minamoto no Okimoto; épouse impériale (nyogo)
- Princesse Kenshi, épouse impériale (nyogo)
- Princesse Ryushi, épouse impériale (nyogo)
- Une fille de Tachibana no Yasukage, concubine impériale (koi); mère de 
  - troisième prince: Prince Sadakata, né en 874 et mort en 930
- Une fille de Fujiwara no Nakamune, concubine impériale (koi); mère de
  - Prince Sadamoto, mort 909
- Une fille de Fujiwara no Yoshichika; concubine impériale (koi); mère de
  - Prince Sadahira, mort 913
  - Princesse Shikiko, née en 874  et morte en 906 ; princesse vestale d’Ise de 877 à 880.
- Ariwara no Fumiko, fille de Ariwara no Yukihira;concubine impériale (koi); mère de
  - sixième prince: Prince Sadakazu, né en 875 et mort en 916
  - Princesse Kaneko, morte 889
- Une fille de Fujiwara no Morofuji, concubine impériale (koi); mère de
  - huitième prince: Prince Sadazane, né en 876 et mort en 932
  - Princesse Moshi, morte 901
- Une fille de Fujiwara no Naomune, concubine impériale (koi); mère de
  - septième prince: Prince Sadayori, né en 876 et mort en 922
- Une fille de Saeki no Sanefusa, concubine impériale (koi); mère de
  - Minamoto no Nagami
  - Minamoto no Nagayori

- Une fille de Kamo no Mineo, dame de la cour; mère de:
  - Minamoto no Naganori, mort 918
  - Minamoto no Saishi (Noriko)
- Une fille de Ono no Takatori, dame de la cour; mère de:
  - Minamoto no Nagafuchi

## Biographie
Seiwa est placé à l'origine sous la garde de son grand-père maternel Fujiwara no Yoshifusa, qui s'arrange pour qu'il remplace son demi-frère le prince Koretaka en tant que prince héritier. À la mort de son père en 858, il monte sur le trône. Le nouvel empereur n'ayant que huit ans, Yoshifusa devient sesshō (régent). Il devient ainsi le premier des régents Fujiwara, qui ont régné de facto sur l'empire durant le reste de l'époque Heian.
En 876, Seiwa abdique soudainement et entre dans un monastère bouddhiste. Son fils le prince Sadaakira monte sur le trône et devient l'empereur Yōzei. Seiwa meurt en 880.

### Kugyō (公卿)
- Empereur Seiwa　(清和天皇), r. 858-876  -- kugyō de Seiwa-tennō
  - Sesshō, Fujiwara no Yoshifusa　(藤原良房),　858-864
  - Daijō-daijin, Fujiwara no Yoshifusa　(藤原良房), 857-872
  - Sadaijin, Minamoto no Makoto　(源信),　857-868
  - Sadaijin, Minamoto no Tooru　(源融), 872-895
  - Udaijin, Fujiwara no Yoshisuke　(藤原良相),　857-867
  - Udaijin, Fujiwara no Ujimune　(藤原氏宗), 870-872
  - Udaijin, Fujiwara no Matotsune　(藤原基経),　872-880

## Ères de son règne
- Ère Tennan
- Ère Jōgan